# Jänkkäjärvi (Hietaniemi socken, Norrbotten)
Jänkkäjärvi är en sjö i Övertorneå kommun i Norrbotten och ingår i Torneälvens huvudavrinningsområde.